# Список земноводных Сан-Томе и Принсипи

Сан_томе и Принсипи на карте мира

Спи́сок земново́дных Сан-Томе́ и При́нсипи включает 9 видов, распространённых на территории Сан-Томе и Принсипи и относящихся к семейству Dermophiidae отряда безногих и к семействам пискуний, прыгуний, лужелюбок и Ptychadenidae отряда бесхвостых. Все обитающие на территории страны виды являются эндемиками.

## Список видов

### Легенда
Обозначения охранного статуса МСОП:
- — виды на грани исчезновения (в критическом состоянии)
- — виды под угрозой исчезновения
- — уязвимые виды
- — виды, близкие к уязвимому положению
- — виды под наименьшей угрозой
- — виды, для оценки угрозы которым не хватает данных
- — виды, не представленные в Международной Красной книге

| Иллюстрация                              | Русское название         | Латинское название и автор таксона                       | Ареал на территории Сан-Томе и Принсипи | Статус МСОП                                      |
| ---------------------------------------- | ------------------------ | -------------------------------------------------------- | --- | ------------------------------------------------ |
| Отряд Безногие земноводные (Gymnophiona) |                          |                                                          | |                                                  |
| Семейство Dermophiidae                   |                          |                                                          | |                                                  |
|                                          | Лиловопятнистая червяга  | Schistometopum ephele Taylor, 1965                       | Обитает на севере острова Сан-Томе. По центральной части острова проходит зона гибридизации с ярко-жёлтой червягой. | Вид не представлен в Международной Красной книге |
|                                          | Ярко-жёлтая червяга      | Schistometopum thomense (Barboza du Bocage, 1873)        | Обитает на юге острова Сан-Томе. По центральной части острова проходит зона гибридизации с лиловопятнистой червягой. | Вид вне опасности                                |
| Отряд Бесхвостые земноводные (Anura)     |                          |                                                          | |                                                  |
| Семейство Пискуньи (Arthroleptidae)      |                          |                                                          | |                                                  |
|                                          | Перепончатая древесница  | Leptopelis palmatus (Peters, 1868)                       | Населяет преимущественно лесные местообитания на острове Принсипи на высоте до 600 м над уровнем моря. | Вымирающий вид                                   |
| Семейство Прыгуньи (Hyperoliidae)        |                          |                                                          | |                                                  |
|                                          |                          | Hyperolius drewesi Bell, 2016                            | Обитает в различных биотопах на острове Принсипи на высоте до 600 м над уровнем моря. | Вымирающий вид                                   |
|                                          | Островная тростнянка     | Hyperolius molleri (Bedriaga, 1892)                      | Обитает в различных биотопах на острове Сан-Томе на высоте до 1400 м над уровнем моря, в том числе на заболоченных участках среди сухих местообитаний северной его половины, сельскохозяйственных угодьях, в первичных и вторичных лесах. | Вид вне опасности                                |
|                                          | Сан-томийская тростнянка | Hyperolius thomensis Barboza du Bocage, 1886             | Обитает в первичных лесах с сомкнутым пологом на острове Сан-Томе, расположенных преимущественно на более влажной южной половине острова. Встречается на высоте 300—1300 м над уровнем моря.                                              | Вымирающий вид                                   |
| Семейство Лужелюбки (Phrynobatrachidae)  |                          |                                                          | |                                                  |
|                                          | Островная лужелюбка      | Phrynobatrachus dispar (Peters, 1870)                    | Населяет первичные и вторичные леса, поля и жилые районы на острове Принсипи на высоте до 950 м над уровнем моря. | Вид вне опасности                                |
|                                          |                          | Phrynobatrachus leveleve Uyeda, Drewes, and Zimkus, 2007 | Населяет первичные и вторичные леса, поля и жилые районы на островах Сан-Томе и Ролаш на высоте до 1400 м над уровнем моря. | Вид вне опасности                                |
| Семейство Ptychadenidae                  |                          |                                                          | |                                                  |
|                                          | Сан-томейская лягушка    | Ptychadena newtoni (Barboza du Bocage, 1886)             | Встречается на равнинах, полях и около человеческих построек на острове Сан-Томе на высоте до 600 м над уровнем моря. | Вымирающий вид                                   |